# Центральная армия (Япония)
Центральная армия (яп. 中部軍 Тю:бу-гун) — территориально-административная структура японской императорской армии, отвечавшая за оборону и поддержание порядка в центральной части острова Хонсю.
Данная структура была создана 2 августа 1937 года под названием Центральное оборонительное командование (яп. 中部防衛司令部), а 1 августа 1940 года была переименована в Центральную армию. 1 февраля 1945 года она на её базе был развёрнут 15-й фронт.

## Список командного состава

### Командующие
|   | Имя                                | С               | По              |
| - | ---------------------------------- | --------------- | --------------- |
| 1 | Генерал-лейтенант Кэсаго Накадзима | 2 августа 1937  | 26 августа 1937 |
| 2 | Генерал-лейтенант Сигэру Хасунума  | 26 августа 1937 | 28 декабря 1937 |
| 3 | Генерал-лейтенант Хисао Тани       | 28 декабря 1937 | 1 августа 1939  |
| 4 | Генерал-лейтенант Ваитиро Сонобэ   | 1 августа 1939  | 9 марта 1940    |
| 5 | Генерал-лейтенант Ёсио Ивамацу     | 9 марта 1940    | 20 июня 1941    |
| 6 | Генерал-лейтенант Ёдзи Фудзии      | 20 июня 1941    | 17 августа 1942 |
| 7 | Генерал-лейтенант Дзюн Усироку     | 17 августа 1942 | 21 февраля 1944 |
| 8 | Генерал-лейтенант Сёдзиро Иида     | 21 февраля 1944 | 1 декабря 1944  |
| 9 | Генерал-лейтенант Масакадзу Кавабэ | 1 декабря 1944  | 1 февраля 1945  |

### Начальники штаба
|   | Имя                             | С               | По              |
| - | ------------------------------- | --------------- | --------------- |
| 1 | Генерал-майор Масао Ватанабэ    | 2 августа 1937  | 15 июля 1938    |
| 2 | Генерал-майор Рэйдзо Като       | 15 июля 1938    | 15 марта 1940   |
| 3 | Генерал-майор Сэйити Аоки       | 15 марта 1940   | 25 августа 1941 |
| 4 | Генерал-майор Томофуми Суэфудзи | 25 августа 1941 | 2 декабря 1942  |
| 5 | Генерал-майор Митио Кунитакэ    | 2 декабря 1942  | 1 февраля 1945  |